# Zibane Ngozi
Zibane Ngozi (31 ottobre 1992) è un velocista botswano.

## Biografia
Dopo la medaglia di bronzo ai campionati della regione sudafricana nei 400 metri piani nel 2019, lo stesso anno ha preso parte ai Giochi panafricani di Rabat, dove ha conquistato la medaglia d'oro nella staffetta 4×400 metri. Successivamente ha partecipato ai mondiali di Doha 2019 sempre nella staffetta, dove però conclude la gara con l'eliminazione nelle batterie di qualificazione.
Nel 2021 ha partecipato con la squadra botswana alla staffetta 4×400 metri alle World Athletics Relays, ma anche in questo caso non riesce a raggiungere la finale. Ma poche settimane dopo, ai Giochi olimpici di Tokyo riesce a conquistare la medaglia di bronzo nella stessa staffetta insieme ai connazionali Isaac Makwala, Baboloki Thebe e Bayapo Ndori, con il nuovo record africano di 2'57"27.

## Record nazionali
- Staffetta 4×400 metri: 2'57"27  ( Tokyo, 7 agosto 2021)

## Progressione

### 200 metri piani
| Stagione | Tempo | Luogo    | Data      | Rank. Mond. |
| -------- | ----- | -------- | --------- | ----------- |
| 2021     | 21"49 | Gaborone | 6-2-2021  |             |
| 2020     | 21"65 | Maun     | 1-2-2020  |             |
| 2018     | 21"61 | Lobatse  | 26-5-2018 |             |

### 400 metri piani
| Stagione | Tempo | Luogo    | Data      | Rank. Mond. |
| -------- | ----- | -------- | --------- | ----------- |
| 2021     | 45"82 | Pretoria | 29-5-2021 |             |
| 2020     | 46"25 | Gaborone | 14-3-2020 |             |
| 2019     | 45"63 | Nassau   | 26-7-2019 |             |
| 2018     | 47"68 | Lobatse  | 26-5-2018 |             |

## Palmarès
| Anno | Manifestazione                       | Sede         | Evento      | Risultato  | Prestazione | Note                                     |
| ---- | ------------------------------------ | ------------ | ----------- | ---------- | ----------- | ---------------------------------------- |
| 2019 | Campionati della regione sudafricana | Réduit       | 400 m piani | Bronzo     | 46"69       |                                          |
| 2019 | Giochi panafricani                   | Rabat        | 4×400 m     | Oro        | 3'02"55     |                                          |
| 2019 | Mondiali                             | Doha         | 4×400 m     | Batteria   | dq          |                                          |
| 2021 | World Relays                         | Chorzów      | 4×400 m     | Batteria   | 3'20"97     |                                          |
| 2021 | Giochi olimpici                      | Tokyo        | 4×400 m     | Bronzo     | 2'57"27     | Record africano                          |
| 2022 | Campionati africani                  | Saint-Pierre | 400 m piani | 7º         | 46"57       |                                          |
| 2022 | Campionati africani                  | Saint-Pierre | 4×400 m     | Oro        | 3'04"27     |                                          |
| 2022 | Mondiali                             | Eugene       | 4×400 m     | 6º         | 3'00"14     | Miglior prestazione personale stagionale |
| 2022 | Giochi del Commonwealth              | Birmingham   | 400 m piani | Semifinale | 47"06       |                                          |
| 2022 | Giochi del Commonwealth              | Birmingham   | 4×400 m     | Argento    | 3'01"85     |                                          |
| 2023 | Mondiali                             | Budapest     | 4×400 m     | Finale     | dq          |                                          |

## Campionati nazionali
2018
- Argento ai campionati botswani assoluti, 200 m piani - 21"61
- Eliminato in batteria di qualificazione ai campionati botswani assoluti, 400 m piani - 47"68

2019
- Bronzo ai campionati botswani assoluti, 400 m piani - 46"21
- In fiale fuori classifica ai campionati bahamensi assoluti, 4×400 m - 3'03"33

2021
- Argento ai campionati botswani assoluti, 400 m piani - 45"96